# Shuko Aoyama
Shuko Aoyama (n. 19 decembrie 1987, Osaka, Japonia) este o jucătoare japoneză de tenis.
Aoyama a devenit jucătoare profesionist de tenis după ce a absolvit Universitatea Waseda. La 9 februarie 2015, ea a atins cea mai înaltă poziție în clasamentul WTA la simplu, numărul 182 mondial, și la dublu, locul 8 mondial, la 13 septembrie 2021. Aoyama a jucat predominant la dublu și a câștigat șaptesprezece titluri de dublu în Turul WTA, a ajuns în semifinale la Wimbledon 2013  și 2021. La simplu, a câștigat patru titluri de simplu și treizeci de titluri de dublu pe circuitul feminin ITF. 